# Формули аналогії Непера

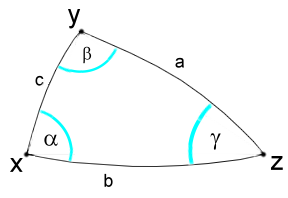
Сферичний трикутник.

Формули аналогії Непера у сферичній тригонометрії виражають співвідношення між п'ятьма елементами сферичного трикутника, зручні для розв'язування косокутного сферичного трикутника за двома сторонами та кутом між ними і за двома кутами і прилеглою до них стороною.

## Опис
Формули аналогії Непера мають такий вигляд:
{\displaystyle \operatorname {tg} {\frac {\alpha +\beta }{2}}={\frac {\cos {\frac {a-b}{2}}}{\cos {\frac {a+b}{2}}}}\cdot \operatorname {ctg} {\frac {\gamma }{2}}}
{\displaystyle \operatorname {tg} {\frac {\alpha -\beta }{2}}={\frac {\sin {\frac {a-b}{2}}}{\sin {\frac {a+b}{2}}}}\cdot \operatorname {ctg} {\frac {\gamma }{2}}}
{\displaystyle \operatorname {tg} {\frac {a+b}{2}}={\frac {\cos {\frac {\alpha -\beta }{2}}}{\cos {\frac {\alpha +\beta }{2}}}}\cdot \operatorname {tg} {\frac {c}{2}}}
{\displaystyle \operatorname {tg} {\frac {a-b}{2}}={\frac {\sin {\frac {\alpha -\beta }{2}}}{\sin {\frac {\alpha +\beta }{2}}}}\cdot \operatorname {tg} {\frac {c}{2}}}
Ці формули вважаються зручнішими для розв'язування косокутних сферичних трикутників за двома сторонами та кутом між ними і за двома кутами і прилеглою до них стороною, ніж формули Деламбра. Хоча кожна з них виводиться простим діленням правої та лівої частин однієї формули Деламбра на відповідні частини іншої.
При розв'язуванні косокутного сферичного трикутника за двома сторонами і кутом між ними зо першої та другої формул отримують кути {\displaystyle \alpha } і {\displaystyle \beta }, а потім сторону {\displaystyle c} знаходять із третьої чи четвертої формули. При розв'язуванні косокутного сферичного трикутника за двома кутами та прилеглою до них стороною із третьої та четвертої формул отримують сторони {\displaystyle a} і {\displaystyle b}, а потім кут {\displaystyle \gamma } знаходять із першої чи другої формули.